# Eclissi (album Gemitaiz)
| Recensione | Giudizio |
| ---------- | -------- |
| Newsic     | 6,5/10   |
| Rockol     | 7/10     |

Eclissi è il quarto album in studio del rapper italiano Gemitaiz, pubblicato il 13 maggio 2022 dalla Tanta Roba e dalla Island Records.

## Tracce
1. Adesso – 3:22 (testo: Davide De Luca, Luca Poletto, Marco De Pascale – musica: Ombra, Polezsky)
2. Ciao Baby – 3:07 (testo: Davide De Luca, Flavio Ranieri, Stefano Tartaglini, Carla Morrison)
3. Eclissi (con Neffa) – 2:41 (testo: Davide De Luca, Giovanni Pellino, Filippo Gallo)
4. Jorge Lorenzo (con ASAP Ferg) – 2:39 (testo: Davide De Luca, Darold Durard Brown Ferguson, Jr., Flavio Ranieri, Daniele Dezi, Daniele Mungai)
5. Top (con MadMan) – 3:12 (testo: Davide De Luca, Flavio Ranieri, Filippo Gallo, Pierfrancesco Botrugno)
6. Pornstar (con Sfera Ebbasta) – 3:57 (testo: Davide De Luca, Gionata Boschetti, Flavio Ranieri)
7. Rollin' Pt. 2 – 2:44 (testo: Davide De Luca, Marco De Pascale)
8. Silenzio – 2:58 (testo: Davide De Luca, Simone Benussi)
9. Pochette (con Noyz Narcos) – 3:01 (testo: Davide De Luca, Emanuele Frasca, Alfonso Climenti)
10. K.O. (con Coez e Marracash) – 3:10 (testo: Davide De Luca, Fabio Bartolo Rizzo, Silvano Albanese)
11. Quando sto con te – 3:02 (testo: Davide De Luca, Daniele Mungai, Daniele Dezi)
12. Ogni volta (con Venerus) – 3:04 (testo: Davide De Luca, Andrea Venerus, Marco De Pascale)
13. Qua con me – 3:42 (testo: Davide De Luca, Luca Garzia, Marco De Pascale)

## Classifiche

### Classifiche settimanali
| Classifica (2022) | Posizione massima |
| ----------------- | ----------------- |
| Italia            | 1                 |

### Classifiche di fine anno
| Classifica (2022) | Posizione |
| ----------------- | --------- |
| Italia            | 31        |
| Classifica (2023) | Posizione |
| Italia            | 82        |